# Sturmisch in Lieb' und Tanz
Sturmisch in Lieb' und Tanz (Tempestoso nell'amore e nella danza) op. 393 è una polka veloce di Johann Strauss (figlio).
La polka veloce Sturmisch in lieb' und Tanz fu il contributo di Johann per il ballo dell'associazione dei giornalisti Concordia, che ebbe luogo nella Sofienbad-Saal il 22 febbraio 1881.
Il lavoro, che fu diretto dal fratello del compositore, Eduard Strauss, trae le melodie dalla settima operetta di Strauss, Das Spitzentuch der Konigin (Il fazzoletto di pizzo della regina, prima al Theater an der Wien, 1º ottobre 1880), il materiale per il brano deriva dal terzo atto e dal finale dell'atto I.